# Liste der Wassertürme in der Schweiz
Die Liste der Wassertürme in der Schweiz enthält die der Wasserversorgung dienenden Türme in der Schweiz. Es sind sowohl in Betrieb befindliche als auch stillgelegte Türme enthalten.
Anmerkungen: Die Tabellenspalten sind sortierbar, dazu dienen die Symbole bei den Spaltenüberschriften. In der Ausgangsansicht sind die Wassertürme nach Name des Ortes (aufsteigend) sortiert.
| Bauwerk/Standort                     | Kanton       | Koordinaten               | Baujahr | Gesamthöhe | Behältervolumen in Kubikmetern | Bemerkungen |
| ------------------------------------ | ------------ | ------------------------- | ------- | ---------- | ------------------------------ | --- |
| Allschwil                            | Basel-Land   | 47,538784° N, 7,539728° O | 1973    | 42,50 m    | 990                            | Die Aussichtsplattform des Wasserturms ist öffentlich zugänglich.                                                |
| Baden-Baldegg                        | Aargau       | 47,47015° N, 8,282758° O  | 1985    | 38,40 m    | 200                            | Die Aussichtsplattform des Wasserturms ist öffentlich zugänglich.                                                |
| Bad Zurzach                          | Aargau       | 47,589109° N, 8,289016° O | 1964    | 62 m       | 100                            | Sechzehnstöckiges Hochhaus mit einem Panoramarestaurant. Das Turmhotel Bad Zurzach stellte 2015 den Betrieb ein. |
| Bardonnex                            | Genf         | 46,142727° N, 6,126085° O |         |            |                                | |
| Basel-Bruderholz                     | Basel-Stadt  | 47,528277° N, 7,59254° O  | 1926    | 36 m       |                                | Die Aussichtsplattform des Wasserturms ist öffentlich zugänglich.                                                |
| Bettingen-Fernsehturm St. Chrischona | Basel-Stadt  | 47,57177° N, 7,687109° O  | 1983    | 250,57 m   | 200                            | Zwei Wasserbehälter mit einem Fassungsvermögen von 100 m³ in 103,45 Metern Höhe.                                 |
| Bettingen - Kirchturm                | Basel-Stadt  | 47,573051° N, 7,680098° O |         | 28 m       |                                | |
| Caux                                 | Waadt        | 46,431036° N, 6,938432° O |         |            |                                | |
| Chancy-Pougny                        | Genf         | 46,16052° N, 5,979905° O  | 1924    |            |                                | |
| Chevroux                             | Waadt        | 46,88221° N, 6,90926° O   |         |            |                                | |
| Collex-Bossy                         | Genf         | 46,28045° N, 6,113344° O  |         |            |                                | |
| Estavayer-le-Lac                     | Freiburg     | 46,84442° N, 6,85873° O   |         |            |                                | |
| Etziken                              | Solothurn    | 47,181903° N, 7,648185° O | 1931    |            |                                | Das Gemeindewappen enthält den weissen Wasserturm mit schwarzen Fensterluken.                                    |
| Frauenkappelen                       | Bern         | 46,953049° N, 7,317383° O |         | 40 m       |                                | |
| Goumoens-la-Ville                    | Waadt        | 46,665099° N, 6,608123° O | um 1940 | 37 m       |                                | Der Wasserturm ist ein Wahrzeichen der Gemeinde.                                                                 |
| Grandcour                            | Waadt        | 46,875741° N, 6,93717° O  | 1936    | 35,68 m    |                                | |
| Jussy                                | Genf         | 46,237266° N, 6,274411° O |         |            |                                | |
| Montmagny                            | Waadt        | 46,926777° N, 7,009436° O | 1930    | 41 m       |                                | Die Aussichtsplattform des Wasserturms ist öffentlich zugänglich.                                                |
| Muttenz-Wartenberg                   | Basel-Land   | 47,518093° N, 7,654143° O |         |            |                                | |
| St. Gallen                           | St. Gallen   | 47,421739° N, 9,365461° O |         |            |                                | |
| Schaffhausen                         | Schaffhausen | 47,724339° N, 8,630193° O |         |            |                                | |
| Satigny-Choully                      | Genf         | 46,219813° N, 6,024341° O |         | 40 m       |                                | |
| Schönenbuch                          | Basel-Land   | 47,533503° N, 7,507865° O | 1989    | 31,40 m    | 600                            | Der Wasserturm kann nach Absprache besichtigt werden.                                                            |
| Schlieren                            | Zürich       | 47,401968° N, 8,463694° O |         |            |                                | |
| Sissach                              | Basel-Land   | 47,461232° N, 7,816244° O | 1899    |            |                                | |
| Sisseln                              | Aargau       | 47,551428° N, 7,982058° O |         |            |                                | |
| Walperswil-Gimmiz                    | Bern         | 47,053513° N, 7,247932° O |         |            |                                | |
| Zollikofen                           | Bern         | 47,005017° N, 7,438338° O |         | 31 m       |                                | |
| Zürich-Schanzengraben                | Zürich       | 47,371428° N, 8,532626° O | 1724    |            |                                | Der stillgelegte Wasserturm dient heute als Bootslager.                                                          |
| Zürich-Hochkamin Sulzer              | Zürich       | 47,389338° N, 8,519432° O | 1892    | 46 m       |                                | Schornsteinbehälter                                                                                              |